# Eusynthemis frontalis
Eusynthemis frontalis – gatunek ważki z rodziny Synthemistidae.